# Maryvonne Gilotte
Maryvonne Gilotte, nata Maryvonne Rocher (Kérity, 29 giugno 1940 – Bordeaux, 15 dicembre 2012), è stata una fotografa francese.

## Biografia
Nata in Bretagna, secondo altre fonti il luogo di nascita non sarebbe Paimpol bensì Penmarch, ha studiato all'École Nationale d'Agriculture e all'École Nationale Supérieure d'Horticulture de Versailles per diventare Architetto del paesaggio.
Dopo aver sposato Jean-Louis Gilotte si iscrisse all'Université Côte-d'Azur di Nizza, facoltà di scienze per studi sul cancro.
A partire dal 1976, circa, iniziò ad interessarsi alla fotografia frequentando un corso con Jean Bernard ad Aix-en-Provence, oltre ad altri corsi di pittura, disegno, scultura ed incisione. L'anno successivo realizzò "Inside", la sua prima serie di interni nelle abitazioni in cui ha vissuto. In quel periodo scattò foto dalle finestre e dalle strade che conosceva e da cui passava spesso. Questi suoi lavori diventeranno le serie "Hiver" e "Les 4 saisons".
Nel 1979 venne nominata docente di fotografia all'Ecole des Beaux-Arts di Bordeaux, da cui nacque poi il progetto "Le Voyage Paris-Bordeaux" in cui unì sia le immagini dei suoi viaggi in treno che prendeva per trasferirsi, con testi e suoni.
Successivamente collaborò con il Museo d'Arte Moderna di Parigi realizzando riproduzioni d'arte tra il 1978 e il 1982, nonché servizi su eventi quali concerti, serate di poesia. Nel 1982 Gilotte volò in Messico.
Nel 1988 espose nella mostra internazionale L'immagine delle donne a Siena presso Palazzo San Galgano, Facoltà di Lettere dell'Università, cui parteciparono tra le altre fotografe: Adriana Argalia, Katalin Baricz, Eva Besnyö, Helga von Brauchitsch, Elisabetta Catamo, Carla Cerati, Halina Holas-Idziak, Edith Lechtape, Verita Monselles, Helen Sager, Leena Saraste, Zofia Rydet, Giuliana Traverso, 
Dalla fine degli anni Settanta ha fotografato, nelle varie stagioni, i giardini di Versailles con i suoi laghetti, cascate e giochi d'acqua, labirinti, statue, vialetti, grotte, le cui numerose immagini sono state editate in un due volumi: in francese nel 1995 (ripubblicate nel 2001) ed in inglese nel 1996.

## Pubblicazioni
- Stéphane Pincas, Maryvonne Rocher-Gilotte, Versailles: Un jardin à la française, Editions de la Martinière, 1995 - ISBN 978-2732420929
- Stéphane Pincas, Maryvonne Gilotte, Versailles: The History of the Gardens and Their Sculpture, Thames & Hudson, 1996 - ISBN 978-0500017012